# Општина Морунглав (Олт)
Морунглав (рум. Morunglav) општина је у Румунији у округу Олт.
Oпштина се налази на надморској висини од 226 m.